# 如賴縣
如賴縣，唐開元中開蠻洞置，貞元二十一年廢，後復置。屬田州橫山郡。在今廣西省田林縣樂里鎮。